# Oslanin (Klein Luckow)
Oslanin ist eine Wüstung im Ortsteil Klein Luckow der Gemeinde Jatznick des Amtes Uecker-Randow-Tal im Landkreis Vorpommern-Greifswald in Mecklenburg-Vorpommern.

## Geographie
Der Ort liegt zwei Kilometer westnordwestlich von Klein Luckow und sieben Kilometer nordöstlich von Strasburg (Uckermark). Die Nachbarorte sind Rothemühl, Ausbau und Nettelgrund im Nordosten, Klein Spiegelberg und Groß Spiegelberg im Osten, Klein Luckow und Groß Luckow im Südosten, Hansfelde im Südwesten, Rosenthal im Westen sowie Burgwall im Nordwesten.